# Капсали, Флория
Флория Капсали (рум. Floria Capsali; 25 февраля 1900, Манастыр — 29 июня 1982, Бухарест) — румынская балерина, балетмейстер и балетный педагог.
Начала учиться актёрскому мастерству под руководством своего двоюродного брата Иона Манолеску. С 13 лет занималась балетом в Бухаресте, затем на протяжении девяти лет училась в Париже у Энрико Чекетти и Николая Легата, одновременно изучала в Сорбонне историю искусств.
Вернувшись в Румынию в 1922 году, выступала в балетных спектаклях собственной хореографии. В 1923 году дебютировала как хореограф, поставив танцы для комедии Шекспира «Сон в летнюю ночь». В 1927 году участвовала в работе по изучению румынского народного танца. До 1938 года гастролировала как балерина в Германии, Чехословакии, Франции, Греции, Югославии.
В 1938 году возглавила балетную труппу Национальной оперы.
С 1930-х годов интенсивно занималась преподавательской деятельностью, создав собственную школу. В дальнейшем руководила Высшей школой хореографии, которой в 1998 г. было присвоено её имя. Среди учеников Капсали, в частности, Габриэль Попеску и Марилена Галасова.
Заслуженный деятель искусств Социалистической Республики Румыния (1967).
Первый муж (1926—1933) — скульптор Мак Константинеску. Второй муж — артист балета Митицэ Думитреску.